# Puig Mitjà
El Puig Mitjà, o Roc del Castell, és una muntanya de 732,2 metres d'altitud del terme comunas de Serdinyà, de la comarca del Conflent, a la Catalunya del Nord. Era dins de l'antic terme dels Horts.
És al nord-est del terme comunal, a prop al sud-est de l'antic poble dels Horts. També és anomenat Roc del Castell perquè conté les poques restes del Castell dels Horts.